# Tipula (Yamatotipula) chonsaniana
Tipula (Yamatotipula) chonsaniana is een tweevleugelige uit de familie langpootmuggen (Tipulidae). De soort komt voor in het Palearctisch gebied.